# Merdrignac
Merdrignac är en kommun i departementet Côtes-d'Armor i regionen Bretagne i nordvästra Frankrike. Kommunen ligger i kantonen Merdrignac som tillhör arrondissementet Dinan. År 2022 hade Merdrignac 3 140 invånare.

## Befolkningsutveckling
Antalet invånare i kommunen Merdrignac
Referens:INSEE